# 斯蒂普爾峰
71°38′S 67°3′W / 71.633°S 67.050°W
斯蒂普爾峰（英語：Steeple Peaks），是南極洲的冰原島峰，位於帕爾默地的賴米爾海岸，處於康奇冰川以南，由英國南極名稱諮詢委員會命名，現時由南極條約體系管理。